# Âne en Éthiopie
L′âne en Éthiopie apporte une contribution majeure à l'économie du pays, grâce à sa force de travail. Le plus souvent employé à porter de petites charges telles que du bois et de l'eau, il est aussi monté, permettant jusqu'au transport des personnes ayant besoin de soins dans les régions reculées. L'Éthiopie détient le troisième cheptel asinien le plus important au monde en 2011, et reste l'un des pays avec le plus haut nombre d'ânes par habitant. 

## Histoire

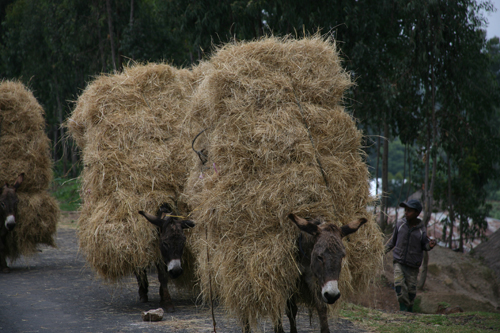
File d'ânes chargés de foin dans la vallée de la rivière Omo.

Les ânes domestiques d'Éthiopie proviennent directement des populations d'ânes sauvages présentes originellement dans ce pays ainsi qu'en Égypte, au Soudan et en Somalie.
L'âne fait donc partie du paysage éthiopien depuis longtemps, la rencontre fréquente avec de petits ânes à la queue leu leu, chargés de foin, étant à la fois typique et propre à ce pays d'Afrique. En 1989, la FAO évalue le ratio d'ânes par habitant en Éthiopie à 27 pour 100, ce qui forme alors le plus haut ratio au monde.
Le coût d'achat d'un âne a augmenté entre 2007 et 2008, passant de 600 à 700 birrs durant l'été 2007, à 1 200 - 2 200 birrs (entre 84 et 154 euros) à l'été 2008, en raison de la hausse des coûts de l'alimentation animale.

## Pratiques

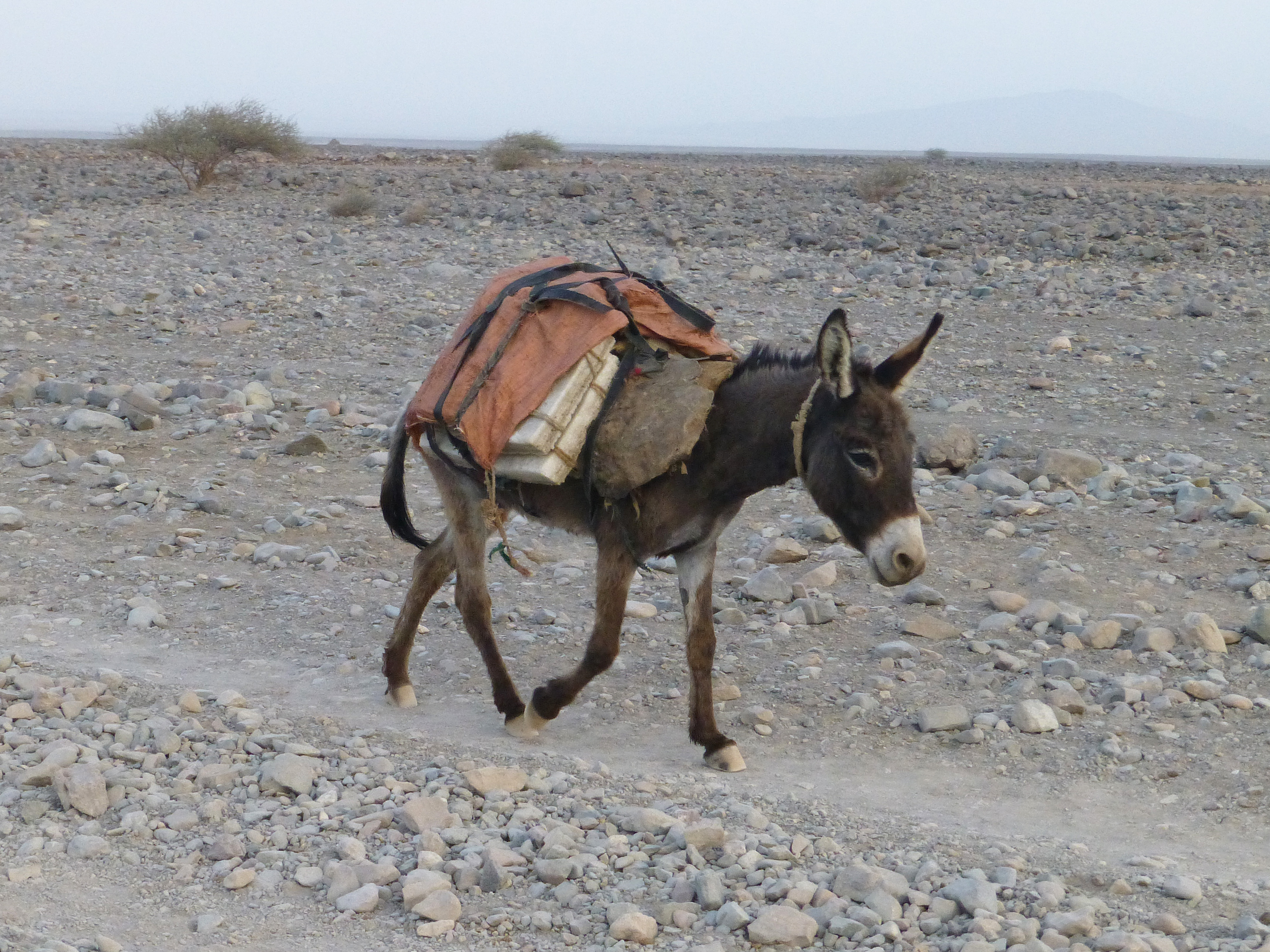
Âne bâté d'une caravane de sel dans la région d'Afar.

La contribution économique des ânes est extrêmement importante en Éthiopie, relativement à l'état économique de ce pays très pauvre, comme l'indique clairement le nombre élevé de ces animaux dans toutes les régions d'Éthiopie. Il semble que l'âne soit plus intéressant à détenir que le bœuf en période d'insécurité alimentaire. Les ânes sont employés en Éthiopie pour une très grande variété de tâches de travail, liées à la nécessité d'autosubsistance. Leur valeur est immense pour les fermiers et les marchands, qui les emploient toute la journées pour des tâches inter-générationnelles. 

### Portage
Les tâches dévolues aux ânes consistent le plus souvent à porter de petites charges, en particulier du bois et de l'eau, dans 40 % des cas. Le poids porté va de 60 à 100 kg, en moyenne sur une distance de 15 à 20 km, pour une durée de 4 à 5 heures. L'utilisation de l'âne réduit alors la charge de travail des femmes, auxquelles ces tâches sont habituellement dévolues,. 
Il arrive aussi que les ânes soient montés, ce qui représente leur second usage, en particulier dans les régions reculées où l’absence de route ne permet pas d'autre choix. Dans un cas sur dix, le transport d'une personne demandant des soins mais ne pouvant se déplacer est assuré par un âne, qui sert alors d'ambulance. L'âne est aussi mis à contribution pour les travaux publics. Plus anecdotiquement, en 2016, des ânes tractent une bibliothèque mobile avec un théâtre de marionnettes, de manière à permettre aux habitants des villages isolés d'accéder à la culture.

### Maltraitances

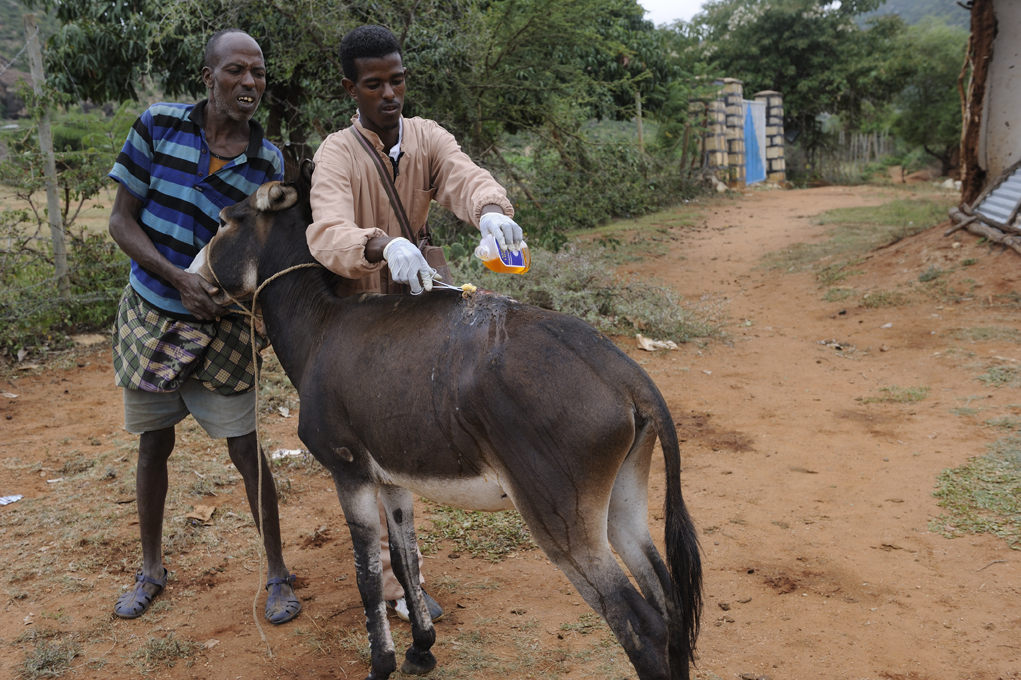
Soins vétérinaires d'un âne victime d'une infection à Hawaye Kebele.

Il est fréquent que les ânes souffrent de maltraitances involontaires dues à une charge de travail trop élevée, ou volontaires, étant souvent frappés à coups de pied ou de bâtons. Une étude sur 384 ânes de la ville de Mekele montre que 30,2 % des ânes ont des blessures sur la peau, 33,8 % sont infestés par des parasites externes et 18,2 % ont des problèmes squeletto-musculaires. Les blessures du dos des ânes sont fréquentes, leurs propriétaires n'ayant pas toujours les connaissances ni le matériel suffisants pour améliorer leurs méthodes de sellage ou de bât.

## Élevage

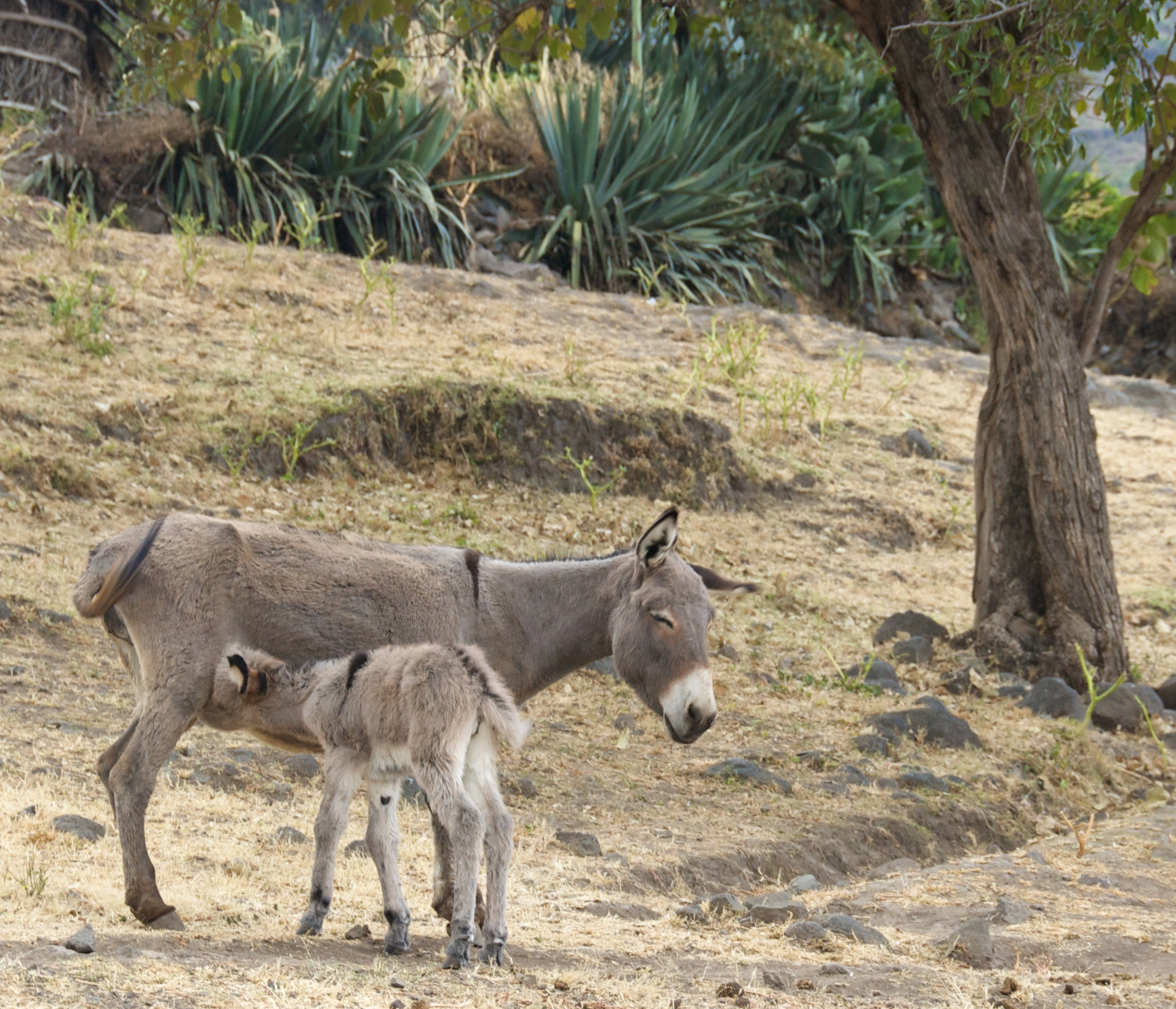
Ânesse et son ânon près de Lalibela.

L'Éthiopie héberge environ 8 millions d'ânes (en 2011), soit un pour dix habitants, ce qui en fait la troisième plus importante population d'ânes par pays au monde. Quatre races, ou types différentiables à leur taille et leur couleur de robe, sont reconnus, liés à des zones agro-écologiques : le Jimma, l'Abyssinien, l'Ogaden et le Sennar. Le marché aux animaux d'Addis-Abeba permet le commerce d'un très grand nombre d'ânes. Sur les hauts-plateaux d’Éthiopie, une famille détient en moyenne 2 ou 3 ânes.
Les soins des ânes sont généralement dévolus aux femmes. L'attention vétérinaire est souvent insuffisante, les compléments alimentaires étant rares. A. Tesfaye et M. Martin Curran,  professeurs à l’université Tufts, ont préconisé (en 2005) de former les propriétaires d'ânes au sellage, à l'alimentation et aux soins vétérinaires basiques dans le but d'améliorer la productivité de la relation humain-animal, et donc la qualité de vie humaine.
Les ânes sont très souvent parasités par des strongles, notamment par Fasciola, Parascaris, Gastrodiscus et Strongyloides westeri ; ils le sont plus rarement par des cestodes, et par Oxyuris equi,. Ce type de parasitage n'est pas propre au pays, et se retrouve dans une grande variété de cheptels asins issus d'autres régions du monde. La piroplasmose est présente, 55 % des ânes étudiés dans la région d'Oromia étant positifs à une infection présente ou passée, et 12,2 % infectés, ce qui se traduit par une anémie.
La gasterophilose est une cause majeure de prolapsus rectal chez les ânes au travail en Éthiopie.

## Culture
Le miel est une denrée extrêmement réputée en Éthiopie ; une expression populaire de l'époque du Royaume d'Éthiopie veut que pour un âne, le miel n'ait pas de goût.